# استپان قامباریان (شیمی‌دان)
استپان قامباریان (ارمنی: Ստեփան Պողոսի Ղամբարյան؛  زادهٔ ۶ ژوئن ۱۸۷۹ - درگذشته ۷ مارس ۱۹۴۸) یک شیمی‌دان و استاد اهل ارمنستان بود.

## زندگی‌نامه
در ۶ ژوئن ۱۸۷۹ در کوجور به دنیا آمد و از دانشگاه لایپزیگ فارغ‌التحصیل شد. ماریا قامباریان دختر وی می‌باشد. وی در دانشگاه دولتی ایروان و آرم‌فان فعالیت می‌کرد. وی عضو مکاتبه‌ای فرهنگستان ملی علوم ارمنستان (۱۹۴۴) و آرم‌فان بود. وی در امپراتوری آلمان، تفلیس، باکو، ایروان و اوبلاست سمیپالاتینسک سکونت داشت. وی همچنین برنده دانشمند شایسته ارمنستان شوروی (۱۹۳۵) شده است. وی در ۷ مارس ۱۹۴۸ در ۶۸ سن سالگی در مسکو درگذشت و در ارمستان به خاک سپرده شد.

## یادداشت
1. ↑  քիմիական գիտությունների դոկտոր